# 小林健 (実業家)
小林 健（こばやし けん、1949年〈昭和24年〉2月14日 - ）は、日本の実業家。三菱商事16代目社長、日本商工会議所会頭、東京商工会議所会頭。

## 略歴

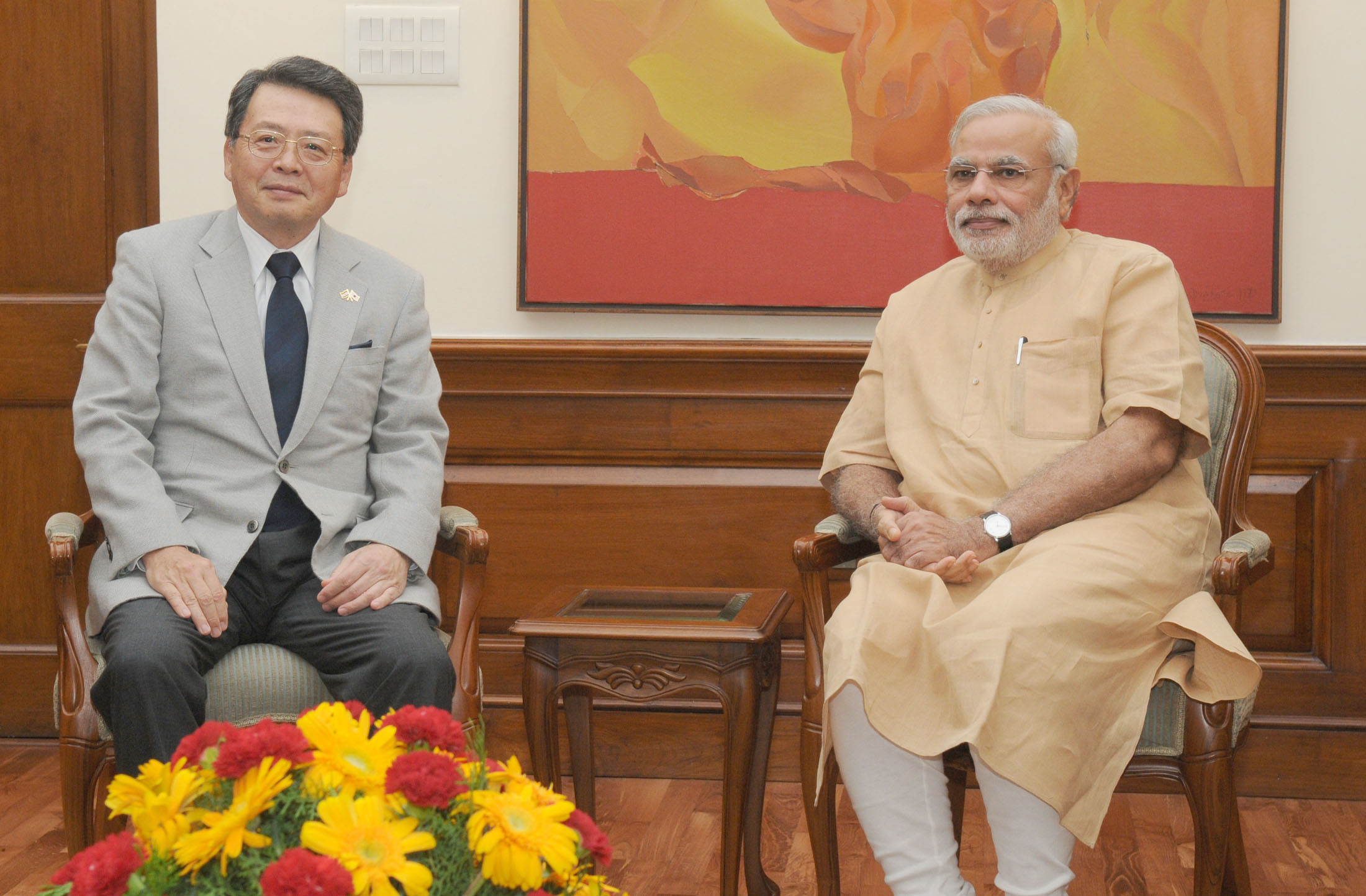
インド首相モディ（右）と（2014年7月）

- 1967年（昭和42年）3月 - 麻布高校卒業
- 1971年（昭和46年）
  - 6月 - 東京大学法学部卒業
  - 7月 - 三菱商事入社（船舶部）
- 1980年（昭和55年）7月 - ロンドン支店
- 1985年（昭和60年）12月 - 船舶・輸送機部
- 1989年（平成元年）4月 - 船舶・鉄構部
- 1998年（平成10年）5月 - 船舶・鉄構部長
- 2001年（平成13年）4月 - シンガポール支店長
- 2003年（平成15年）4月 - 執行役員
- 2004年（平成16年）6月 - プラントプロジェクト本部長
- 2006年（平成18年）4月 - 船舶・交通・宇宙航空事業本部長
- 2007年（平成19年）
  - 4月 - 常務執行役員、新産業金融事業グループCEO
  - 6月 - 代表取締役兼常務執行役員
- 2008年（平成20年）6月 - 常務執行役員、新産業金融事業グループCEO
- 2010年（平成22年）
  - 4月 - 取締役
  - 6月 - 代表取締役社長
- 2016年（平成28年）4月 - 取締役会長
- 2022年（令和4年）
  - 4月 - 取締役相談役[2]
  - 6月 - 相談役

## 社外
- 2010年（平成22年）5月 - 日本貿易会副会長
- 2011年（平成23年）2月 - 東京商工会議所副会頭[3]
- 2015年（平成27年）6月 - 日本経済団体連合会審議員会副議長
- 2016年（平成28年）6月 - 日本経済団体連合会副会長
- 2020年（令和2年）5月 - 日本貿易会会長[4][5]、日本機械輸出組合理事長[6]
- 2021年（令和3年）4月 - 学校法人成蹊学園理事長[7]
- 2022年（令和4年）11月 - 日本商工会議所会頭[8]、東京商工会議所会頭[9]

## 受賞歴
- 2014年（平成26年） - イタリアの星勲章・コンメンダトーレ章[10][11]